# Trần Kỳ Rơi
Trần Kỳ Rơi (sinh ngày 19 tháng 5 năm 1958) là Thiếu tướng Công an nhân dân Việt Nam. Ông từng là Ủy viên Ban thường vụ Tỉnh ủy Đắk Lắk và là Giám đốc Công an tỉnh Đắk Lắk.

## Thân thế sự nghiệp
Trần Kỳ Rơi quê quán ở xã Hương Toàn, huyện Hương Trà, tỉnh Thừa Thiên Huế.
Ông tốt nghiệp Cử nhân Luật và có bằng lý luận chính trị cao cấp.
Phong hàm Đại tá năm 2010, Thiếu tướng năm 2012, số hiệu 385-567.
Tháng 6 năm 2018, Trần Kỳ Rơi nghỉ hưu. Thay thế ông làm Giám đốc Công an tỉnh Đắk Lắk là Đại tá Vũ Hồng Văn, 42 tuổi, Phó Chính ủy Bộ Tư lệnh Cảnh sát cơ động.